# Zavrh, Bloke
Zavrh je naselje v Občini Bloke.